# Giorgio Ferro
Giorgio Ferro (Padova, 1921 – Garfagnana, 18 settembre 1944) è stato un partigiano italiano, medaglia d'oro al valor militare alla memoria.

## Biografia
Giorgio Ferro era stato chiamato alle armi nel 1941 ed aveva frequentato, a Palermo, la Scuola allievi ufficiali. Per questo, quando dopo l'armistizio prese parte alla Guerra di liberazione combattendo in Garfagnana, era conosciuto come "Tenente Marco". E "Gruppo Arditi Marco" si chiamò, dopo la morte di Ferro (e del suo amico Giorgio Ceccato, che era al suo fianco), una delle bande partigiane operanti nella zona dell'Alpe di Borsigliana.
Nel dopoguerra, sulla morte di Giorgio Ferro fu aperta un'inchiesta, che portò all'arresto di Vittorio Pedri e Piero Landucci. I due ex partigiani erano accusati di aver sparato, in accordo con i tedeschi, a Ferro e a Ceccato, durante uno scontro con i nazifascisti. La contropartita, secondo l'accusa, sarebbe stata la liberazione di un numeroso gruppo di partigiani in mano ai nazisti. Processati nel 1946 a Lucca, Landucci e Pedri (quest'ultimo era rientrato da poco in Italia da un lager tedesco dove era stato internato dopo essere stato catturato all'Alpe di Borsigliana), furono condannati a 26 anni di reclusione per duplice omicidio. Vennero scarcerati, per amnistia, nove anni dopo.
Dopo la Liberazione, l'Università di Padova ha conferito a Giorgio Ferro la laurea "ad honorem" e al suo nome sono state intitolate strade a Venezia (il giovane abitava a Mestre) e a Roma.